# Bandiera dell'Ucraina
La bandiera dell'Ucraina è stata adottata nel 1918, e viene interpretata come il cielo blu (simboleggiante la pace) sopra i campi di grano (simboleggianti la prosperità). I colori blu e giallo utilizzati dall'Ucraina dopo la riconquista dell'indipendenza hanno origine dalle insegne dei principati medioevali, utilizzati nel XIII secolo durante la lotta contro l'invasione mongola e dallo stemma dell'eroe nazionale Bohdan Chmel'nyc'kyj che pose fine al dominio polacco e lituano nel XVII secolo. Durante il dominio sovietico questa bandiera venne vietata, in quanto simbolo di nazionalismo.

## Bandiere storiche

Bandiera del Principato di Galizia-Volinia (1119-1349)
Stendardo del Voivodato di Rutenia sventolato durante la Battaglia di Grunwald (1410)
Bandiera dell'Etmanato cosacco (1649-1764)
Stendardo dei Cosacchi del Mar Nero (1803)
Bandiera sventolata a Leopoli il 22 aprile 1848 in piena stagione delle rivoluzioni, del tutto analoga alla bandiera ucraina attuale
Bandiera non ufficiale della Repubblica Popolare Ucraina (1917)
Bandiera della Repubblica Popolare dell'Ucraina Occidentale (1918-1919), della Repubblica huzula (1918-1919) e della Repubblica Popolare Ucraina (1918-1920)
Bandiera dell'Ucraina verde (1920-1923)
Bandiera della Repubblica Socialista Sovietica Ucraina (1919-1929)
Bandiera della RSS Ucraina (1929-1937)
Bandiera della RSS Ucraina (1937-1949)
Bandiera della RSS Ucraina (1950-1991)
Bandiera dell'Ucraina (1991-1992)